# August Bertsche
August Bertsche (* 8. Juni 1883 in Weilburg; † 11. Januar 1967 in Wiesbaden) war ein deutscher Verwaltungsbeamter.

## Leben
Bertsche wuchs in Weilburg auf. Er besuchte das Lehrerseminar und war von 1903 bis 1918 im Schuldienst. Später war er Direktor des Kreiswohlfahrtsamtes in Montabaur, dann Regierungsrat in Niederlahnstein. Nach Ende des Zweiten Weltkriegs war er Oberregierungsrat im hessischen Ministerium für Arbeit und Wohlfahrt in Wiesbaden.
Außerdem war er Vorsitzender des Nassauischen Vereins für ländliche Wohlfahrts- und Heimatpflege und in dieser Funktion Herausgeber der vereinseigenen Monatsschrift Nassauische Blätter. Zudem trat er als Verfasser heimatgeschichtlicher Beiträge hervor.
In der Funktion als ehrenamtlicher Vorsitzender des Diözesancaritasverbandes erwarb er sich große Verdienste um das Jugendheim Kirchähr.

## Ehrungen
- 1953: Verdienstkreuz 1. Klasse der Bundesrepublik Deutschland

## Schriften
- 1929: Das Kannenbäckerland